# 犁式轉向

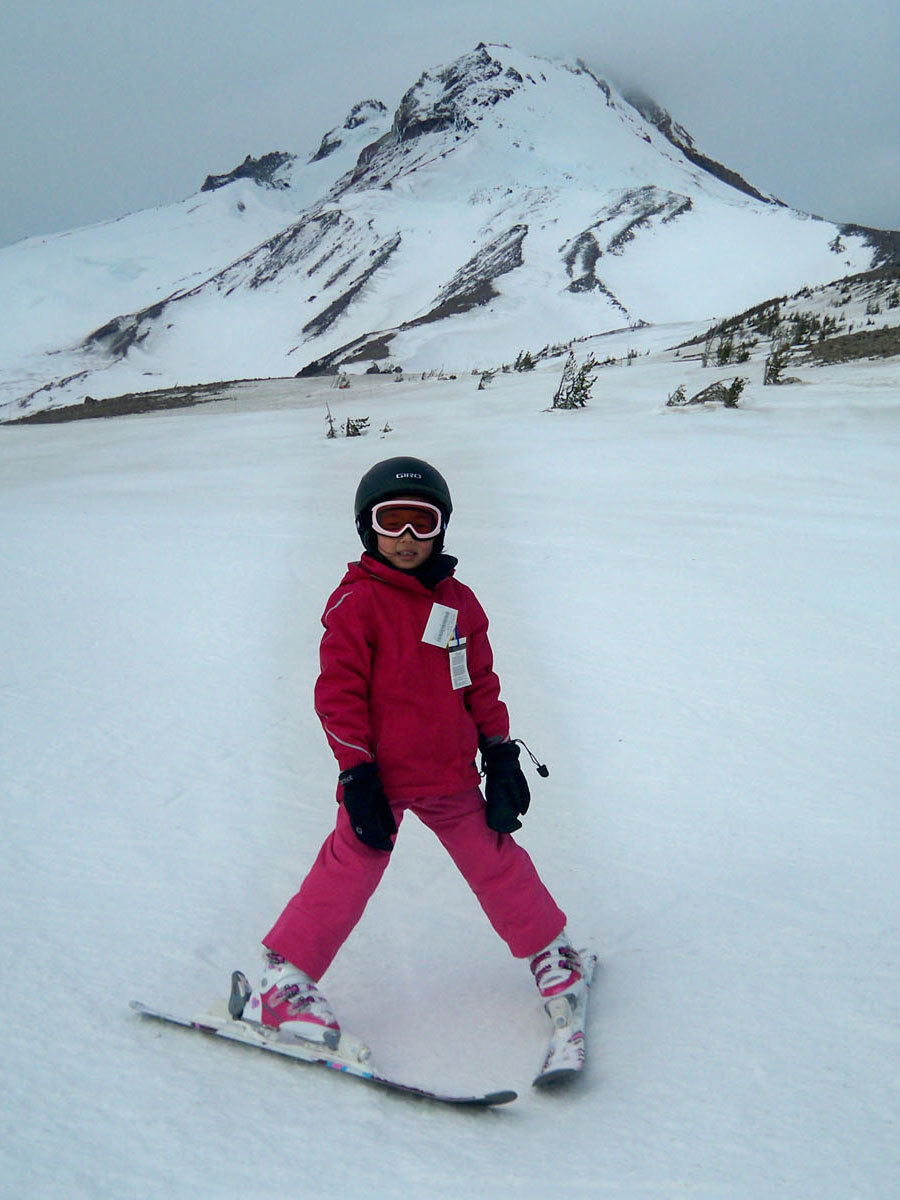
犁式轉向

犁式轉向，是最為基礎的滑雪轉向技巧，滑雪板呈「八」字形，又似犁耙，因而得名。由於一對滑雪板的前端比較靠攏，而末端則會打開，轉向時會一同減速。